# FIS 스노보드 월드컵
FIS 스노보드 월드컵(FIS Snowboard World Cup)은 1994년부터 국제 스키 연맹(FIS)이 주관하는 연례 스노보드 대회이다. 창립 이후 다양한 종목이 추가되거나 삭제되었으며, 카테고리를 분류하는 데 사용되었다.
현재 월드컵에서 경쟁하는 종목은 평행 대회전과 평행 회전("평행" 카테고리로 분류됨)이다. 하프파이프, 빅에어, 슬로프스타일("AFU" 카테고리로 분류됨), 그리고 스노보드 크로스의 종목 카테고리로 구성된다. 이러한 분야의 대부분은 수년에 걸쳐 계속해서 경쟁을 벌였다. 월드컵의 매 시즌마다 경쟁하는 유일한 종목은 하프파이프(그리고 1996-97 시즌부터는 스노보드 크로스)이다.
2009-10 시즌까지는 "전체"(overall) 분류가 있었다. 이후 월드컵은 위에서 설명한 세 가지 카테고리로 나뉘었다.